# Bommapur, Hubli
Bommapur là một làng thuộc tehsil Hubli, huyện Dharwad, bang Karnataka, Ấn Độ.